# ميدويست سيتي
ميدويست سيتي (بالإنجليزية: Midwest City, Oklahoma)‏ هي مدينة تقع بولاية أوكلاهوما في الولايات المتحدة. تبلغ مساحة هذه المدينة 63.7 (كم²)، وترتفع عن سطح البحر 382 م، بلغ عدد سكانها 54371 نسمة في عام 2010 حسب إحصاء مكتب تعداد الولايات المتحدة.

## التركيبة السكانية
حدّد مكتب تعداد الولايات المتحدة بيانات التركيبة السكانية لميدويست سيتي في تعداد الولايات المتحدة. في ما يلي، التركيبة السكانية حسب تعدادي 2000 و2010.

### تعداد عام 2000
بلغ عدد سكان ميدويست سيتي 54,088 نسمة بحسب تعداد عام 2000، وبلغ عدد الأسر 22,161 أسرة وعدد العائلات 14,761 عائلة مقيمة في المدينة. في حين سجلت الكثافة السكانية 854.5 نسمة لكل كيلومتر مربع (2,213.1/ميل2). وبلغ عدد الوحدات السكنية 23,853 وحدة بمتوسط كثافة قدره 376.8 لكل كيلومتر مربع (975.9/ميل2).
وتوزع التركيب العرقي للمدينة بنسبة 69.46% من البيض و19.55% من الأمريكيين الأفارقة و3.49% من الأمريكيين الأصليين و1.65% من الأمريكيين ذوي الأصول الآسيوية و0.12% من سكان جزر المحيط الهادئ و1.54% من الأعراق الأخرى و4.19% من عرقين مختلطين أو أكثر و4.05% من الهسبانيون أو اللاتينيون من أي عرق.
بلغ عدد الأسر 22,161 أسرة كانت نسبة 35.5% منها لديها أطفال تحت سن الثامنة عشر تعيش معهم، وبلغت نسبة الأزواج القاطنين مع بعضهم البعض 46.2% من أصل المجموع الكلي للأسر، ونسبة 16.5% من الأسر كان لديها معيلات من الإناث دون وجود شريك، بينما كانت نسبة 3.9% من الأسر لديها معيلون من الذكور دون وجود شريكة وكانت نسبة 33.4% من غير العائلات. تألفت نسبة 28.6% من أصل جميع الأسر من عدة أفراد يعيشون في نفس المنزل ونسبة 9.5% كانت تتألف من شخص يعيش بمفرده يبلغ من العمر 65 عاماً أو أكثر. وبلغ متوسط حجم الأسرة المعيشية 2.42، أما متوسط حجم العائلات فبلغ 2.97.
بلغ العمر الوسطي للسكان 34.2 عاماً. وكانت نسبة 26.4% من القاطنين تحت سن الثامنة عشر، وكانت نسبة 10.7% بين الثامنة عشر والرابعة والعشرين عاماً، ونسبة 28.7% كانت واقعةً في الفئة العمرية ما بين الخامسة والعشرين والرابعة والأربعين عاماً، ونسبة 20.8% كانت ما بين الخامسة والأربعين والرابعة والستين، ونسبة 12.5% كانت ضمن فئة الخامسة والستين عاماً فما فوق. يوجد لكل 100 أنثى 92.0 ذكر، ويوجد لكل 100 أنثى في الثامنة عشر من عمرها فما فوق 86.6 ذكر.
بلغ متوسط دخل الأسرة في المدينة 27,365 دولارًا، أما متوسط دخل العائلة فبلغ 30,722 دولارًا. وكان متوسط دخل الذكور 27,234 دولارًا مقابل 21,814 دولارًا للإناث. وسجل دخل الفرد الخاص بالمدينة 14,016 دولارًا. وكانت نسبة 23.3% من العائلات ونسبة 22.9% من السكان تحت خط الفقر، وكان من هؤلاء نسبة 35.5% تحت سن الثامنة عشر ونسبة 11.9% في الخامسة والستين من العمر وما فوق.

### تعداد عام 2010
بلغ عدد سكان ميدويست سيتي 54,371 نسمة بحسب تعداد عام 2010، وبلغ عدد الأسر 22,726 أسرة وعدد العائلات 14,293 عائلة مقيمة في المدينة. في حين سجلت الكثافة السكانية 858.9 نسمة لكل كيلومتر مربع (2,224.5/ميل2). وبلغ عدد الوحدات السكنية 24,723 وحدة بمتوسط كثافة قدره 390.6 لكل كيلومتر مربع (1,011.6/ميل2).
وتوزع التركيب العرقي للمدينة بنسبة 64.58% من البيض و21.86% من الأمريكيين الأفارقة و3.73% من الأمريكيين الأصليين و1.68% من الأمريكيين ذوي الأصول الآسيوية و0.11% من سكان جزر المحيط الهادئ و1.50% من الأعراق الأخرى و6.53% من عرقين مختلطين أو أكثر و5.55% من الهسبانيون أو اللاتينيون من أي عرق.
بلغ عدد الأسر 22,726 أسرة كانت نسبة 32.5% منها لديها أطفال تحت سن الثامنة عشر تعيش معهم، وبلغت نسبة الأزواج القاطنين مع بعضهم البعض 40.1% من أصل المجموع الكلي للأسر، ونسبة 17.5% من الأسر كان لديها معيلات من الإناث دون وجود شريك، بينما كانت نسبة 5.4% من الأسر لديها معيلون من الذكور دون وجود شريكة وكانت نسبة 37.1% من غير العائلات. تألفت نسبة 31.3% من أصل جميع الأسر من عدة أفراد يعيشون في نفس المنزل ونسبة 10.4% كانت تتألف من شخص يعيش بمفرده يبلغ من العمر 65 عاماً أو أكثر. وبلغ متوسط حجم الأسرة المعيشية 2.38، أما متوسط حجم العائلات فبلغ 2.98.
بلغ العمر الوسطي للسكان 35.2 عاماً. وكانت نسبة 25.2% من القاطنين تحت سن الثامنة عشر، وكانت نسبة 9.9% بين الثامنة عشر والرابعة والعشرين عاماً، ونسبة 26.3% كانت واقعةً في الفئة العمرية ما بين الخامسة والعشرين والرابعة والأربعين عاماً، ونسبة 25.3% كانت ما بين الخامسة والأربعين والرابعة والستين، ونسبة 13.3% كانت ضمن فئة الخامسة والستين عاماً فما فوق. وتوزع التركيب الجنسي للسكان بنسبة 47.4% ذكور و52.6% إناث.

## أعلام
- مات كيمب
- أنجيلا ليندفال
- كيل غوندي
- ريان بودي
- شيلبي هيوز
- لورينزو وليامز
- جون هال

## وصلات خارجية
- City of Midwest City
- The US50 - Cities and Towns in Oklahoma State